# Eucodonium brownei
Eucodonium brownei ist eine Art der Hydrozoen (Hydrozoa). Es ist die einzige Art der Gattung Eucodonium, die wiederum die einzige Gattung  der Familie Eucodoniidae. Bisher ist nur die noch nicht geschlechtsreife Meduse dieser Art bekannt.

## Merkmale
Der Hydroidpolyp bzw. das Polypenstadium ist unbekannt. Die etwa 1 mm hohe Meduse besitzt eine glockenförmige Umbrella ohne apikale Spitze, der gerundete Apex ist etwas über die Oberfläche der Exumbrella erhaben. Die Exumbrella weist keine Nesselzellen auf. Das Velum ist relativ breit. Das Manubrium ist röhrenförmig, der Mund annähernd quadratisch. Der Mund hat vier nicht sehr deutlich ausgebildete Lippen, die mit Nesselzellen besetzt sind. Bei einem Exemplar wurden mehrere asexuelle Medusenknospen an der Außenseite des Manubrium beobachtet. Der Magenstiel ist konisch. Es sind vier dünne, radiale Kanäle und ein Ringkanal vorhanden. Am Schirmrand sitzen vier kleine perradiale Knospen mit vier dünnen Tentakeln. Die Tentakeln besitzen eine einzige Anschwellung am distalen Ende, die mit Nesselzellen besetzt sind. Die Gonaden umgeben das Manubrium ohne radiale Unterbrechungen. Es sind keine Ocelli vorhanden. Das Cnidom besteht aus mikrobasischen Eurytelen und Desmonemen.

## Geographisches Vorkommen
Die Art wurde bisher in der Nordsee, im Ärmelkanal (vor Saint-Malo, Plymouth) und im Mittelmeer gefunden. Ein weiterer Fund stammt aus den brasilianischen Küstengewässern.

## Systematik
Derzeit ist nur eine einzige Art der Gattung Eucodonium bekannt, Eucodonium brownei Hartlaub, 1907. Eine zweite unter dem Gattungsnamen Eucodonium beschriebene Art („Eucodonium arctica Hand & Kan, 1961“) ist inzwischen mit Plotocnide boreale Wagner, 1885 synonymisiert worden.

### Online
- Hydrozoa Directory